# Oxyanthus
Oxyanthus é um género botânico pertencente à família Rubiaceae.  Ela contem as seguintes espécies (a lista pode estar incompleta):
- Oxyanthus barensis K. Krause [2]
- Oxyanthus biflorus J.E. Burrows & S.M. Burrows, 2010 [3][2] (Em perigo)[4]
- Oxyanthus bremekampii Cavaco [2]
- Oxyanthus brevicaulis K. Krause [2]
- Oxyanthus dubius De Wild. [2]
- Oxyanthus formosus Hook. f. ex Planch. [2]
- Oxyanthus goetzei K. Schum. [2]
- Oxyanthus gracilis Hiern [2]
- Oxyanthus haerdii Bridson [2]
- Oxyanthus latifolius Sond. [2]
- Oxyanthus laxiflorus K. Schum. ex Hutch. & Dalziel [2]
- Oxyanthus ledermannii K. Krause [2]
- Oxyanthus lepidus S. Moore [2]
- Oxyanthus letouzeyanus Sonké [2]
- Oxyanthus mayumbensis R.D. Good [2]
- Oxyanthus montanus Sonké [2]
- Oxyanthus nangensis K. Krause [2]
- Oxyanthus okuensis Cheek & Sonké, 2000 [2] (Em Perigo Crítico) [4]
- Oxyanthus oliganthus K. Schum. [2]
- Oxyanthus pallidus Hiern [2]
- Oxyanthus pulcher K. Schum. [2]
- Oxyanthus pyriformis (Hochst.) Skeels [2]
- Oxyanthus querimbensis Klotzsch [2]
- Oxyanthus racemosus (Schumach. & Thonn.) Keay [2]
- Oxyanthus robbrechtianus Sonké, 1994 [2]
- Oxyanthus schumannianus De Wild. & T. Durand [2]
- Oxyanthus setosus Keay [2]
- Oxyanthus smithii Hiern [2]
- Oxyanthus speciosus DC. [2]
- Oxyanthus subpunctatus (Hiern) Keay [2]
- Oxyanthus troupinii Bridson [2]
- Oxyanthus tubiflorus (Andr.) DC. [2]
- Oxyanthus ugandensis Bridson [2]
- Oxyanthus unilocularis Hiern [2]
- Oxyanthus zanguebaricus (Hiern) Bridson [2]

O género Oxyanthus foi primeirro descrito em 1807 por Augustin Pyramus de Candolle, um botânico suíço.